# Acanthuchus trispinifer
Acanthuchus trispinifer är en insektsart som beskrevs av Leon Fairmaire. Acanthuchus trispinifer ingår i släktet Acanthuchus och familjen hornstritar. Inga underarter finns listade i Catalogue of Life.